# Тетяна Козик
Тетяна Козик (*11 січня 1962) — білоруська художниця, модельєр одягу. Дружина письменника Олеся Аркуша.

## Біографія
Народилась 11 січня 1962 року у смт. Хотимську Могильовської області. У 1980 році закінчила Республіканську школу-інтернат з образотворчого мистецтва та музики імені Івана Ахремчика, у 1988 році — Вітебський технологічний інститут легкої промисловості (відділення «художнього оформлення та моделювання виробів текстильної та легкої промисловості»). Під час навчання у школі-інтернаті брала участь у діяльності молодіжного творчого об'єднання Білоруська співочо-драматична майстерня.
Працює в галузі декоративно-ужиткового мистецтва (гобелен, батик), акварелі, живопису і дизайну жіночого одягу з льону. Найбільший гобелен «Крила перетворяться на корені» (1,5 х 6 м), був виконаний художницею для офісу новополоцького відділення Білпромбудбанку. Авторка персональних концептуальних виставок «Пташиний рай» (Полоцький музей білоруського книгодрукування, 2000), «Роздум біля великої води» (Новополоцький місцевий виставковий зал, 2006), «Кольорові сни зимового саду» (Полоцька картинна галерея, 2010). У 2010 році мала персональну виставку в галереї Lust auf Kunst, в німецькому місті Ребург-Локкум.
У 2005 році виконала гобелен «Спаська святиня», який був подарований митрополиту Мінському і Білоруському Філарету з нагоди 70-річчя, від імені жителів міста Полоцька.
Живе і працює у Полоцьку.

## Сім'я
Дружина письменника Олеся Аркуша.
Має двох синів — Антона (нар. 1988) і Данила (нар. 2002).